# Jarosław Kłys
Jarosław Kłys (ur. 23 lipca 1977 w Nowe) – polski hokeista, reprezentant Polski.

## Kariera
- SMS „Orlęta” Sosnowiec (1995-1996)[1]
- Unia Oświęcim (1996)
- Olimpia Sosnowiec (1996–1997)
- Unia Oświęcim (1997–2006)
- TKH Toruń (2006–2007)
- Cracovia (2007–2011)
- Unia Oświęcim (2011–2012)
- Cracovia (2012-2015)

Wychowanek Unii Oświęcim. Absolwent NLO SMS PZHL Sosnowiec z 1996. Od 2011 do 2012 zawodnik tego klubu. Od 2012 do 2015 zawodnik Cracovii. W maju ogłosił zakończenie kariery hokejowej.
W barwach reprezentacji Polski do lat 18 uczestniczył w turniejach mistrzostw Europy juniorów w 1994, 1995. W barwach reprezentacji Polski wystąpił na turniejach Zimowej Uniwersjady w 1997, 2001. W seniorskiej kadrze Polski uczestniczył w turniejach mistrzostw świata w 1999 (Grupa B), 2003, 2006, 2007, 2008, 2009, 2010, 2011 (Dywizja I).
W trakcie kariery zyskał przydomek Kłysenko.

## Sukcesy
- Złoty medal mistrzostw Polski (11 razy): 1998, 1999, 2000, 2001, 2002, 2003, 2004 z Unią Oświęcim, 2008, 2009, 2011, 2013 z Cracovią
- Srebrny medal mistrzostw Polski (2 razy): 2005 z Unią Oświęcim, 2010 z Cracovią
- Brązowy medal mistrzostw Polski (1 raz): 2012 z Unią Oświęcim
- Puchar Polski (3 razy): 2000, 2002 z Unią Oświęcim, 2013 z Cracovią
- Finał Pucharu Polski (3 razy): 2004, 2011 z Unią Oświęcim, 2007 z Cracovią